# Nataliya Kononenko
Nataliya Olexivna Kononenko –en ucraniano, Наталія Олексіївна Кононенко– (Kiev, 25 de agosto de 1994) es una deportista ucraniana que compitió en gimnasia artística. Ganó dos medallas de bronce en el Campeonato Europeo de Gimnasia Artística, en los años 2010 y 2012, ambas en las barras asimétricas.

## Palmarés internacional
| Campeonato Europeo | Campeonato Europeo        | Campeonato Europeo | Campeonato Europeo |
| Año                | Lugar                     | Medalla            | Prueba             |
| ------------------ | ------------------------- | ------------------ | ------------------ |
| 2010               | Birmingham ( Reino Unido) | Medalla de bronce  | Barras asimétricas |
| 2012               | Bruselas ( Bélgica)       | Medalla de bronce  | Barras asimétricas |